# Pusté Pole (Telgárt)
Pusté Pole je místní část Telgártu, obce v okrese Brezno.    
Nachází se na rozhraní Nízkých Tater a Slovenského ráje, v údolí řeky Hnilce. Osadou prochází silnice I/66 z Brezna na Poprad, která tady kříží se silnicí I/67 z Rožňavy. Nedaleko má zastávku obec Vernár na železniční trati Červená Skala – Margecany, která spojuje Horní Pohroní s údolím Hnilce.
Pusté Pole leží na hranici Nízkých Tater a Slovenského ráje a rovněž i na hranici jejich národních parků. Je vhodným výchozím místem pro túry na hlavní hřeben Nízkých Tater a blízkou Královu holu, stejně tak do údolí Hnilce s množstvím zajímavostí, mezi nimi například Dobšinskou ľadovou jaskyňou.